# Alto del Sifón
El Alto del Sifón (4.149 m s. n. m.) es un puerto de montaña situado en la Cordillera Central en la Región Andina Colombiana. Se ubica atravesando el Parque Nacional de los Nevados en los límites naturales entre los departamentos del Tolima y Caldas.
Con la pavimentación de la vía Murillo - Manizales, este es el punto más alto, por aquí pasa la nueva carretera que comunica a Manizales con Bogotá en un tiempo de 6 horas, solo para automóviles, camperos y buses pequeños, siendo una ruta económica, directa y turística

## Ciclismo
La construcción de la carretera pavimentada entre la ciudad de Manizales y el municipio de Murillo (Tolima) permite tener un nuevo puerto de ciclismo en Colombia alcanzando los 4.149 m s. n. m. atravesando el Parque Nacional de los Nevados, es considerado un puerto de fuera de categoría.
La vertiente que viene desde Líbano - Murillo tiene una longitud de 88,2 km, con una pendiente media de 4,3% y pendiente máxima de 12%, es considerada una de la carretera pavimentada de más altura sobre el nivel del mar en el país, y un nuevo desafío del ciclismo colombiano tanto profesional como aficionado.

### Final de etapa de la Vuelta a Colombia
El puerto ha formado parte de la Vuelta a Colombia, pero solo en una ocasión ha sido usado como final de etapa.
| Año  | Etapa | Distancia | Inicio    | Fin            | Primero en la cima |
| ---- | ----- | --------- | --------- | -------------- | ------------------ |
| 2024 | 4     | 116       | Mariquita | Alto del Sifón | Wilson Peña Molano |

F.C.: Fuera de categoría